# Вормер
Вормер (нід. Wormer) — місто в нідерландській провінції Північна Голландія. Цей населений пункт — частина муніципалітету Вормерленд, і лежить приблизно 13 км на північний захід від Амстердама. Місто розташоване в регіоні Занстрек, на східному березі річки Заан, навпроти Вормервера.